# Marian Błażej Kruszyłowicz
Marian Błażej Kruszyłowicz (ur. 6 maja 1936 w Gliniszczach, zm. 13 sierpnia 2025) – polski duchowny rzymskokatolicki, franciszkanin konwentualny, biskup pomocniczy szczecińsko-kamieński w latach 1990–2013, od 2013 biskup pomocniczy senior archidiecezji szczecińsko-kamieńskiej.

## Życiorys
Urodził się 6 maja 1936 w Gliniszczach koło Wołkowyska, w rodzinie rolniczej, jako szóste dziecko Jana i Rozalii z domu Wieliczko. Kształcił się w Małym Seminarium Duchownym Ojców Franciszkanów w Niepokalanowie. Z powodu trudności stawianych przez komunistyczne władze maturę państwową uzyskał dopiero w 1958. W 1952 został przyjęty do klasztoru Franciszkanów Konwentualnych w Łodzi-Łagiewnikach, gdzie otrzymał imię zakonne Błażej. 31 sierpnia 1953 na zakończenie rocznego nowicjatu złożył pierwsze śluby zakonne i został przypisany do Prowincji Matki Bożej Niepokalanej w Warszawie. Śluby wieczyste złożył 8 grudnia 1957 w Krakowie na ręce prowincjała Anzelma Kubita. W latach 1954–1956 odbył studia filozoficzne w Łodzi-Łagiewnikach, a w latach 1956–1959 studia teologiczne w Krakowie. Święceń prezbiteratu udzielił mu 7 lutego 1960 w klasztorze Franciszkanów Konwentualnych w Łodzi-Łagiewnikach biskup pomocniczy łódzki Jan Kulik. W latach 1959–1963 studiował teologię moralną na Wydziale Teologicznym Katolickiego Uniwersytetu Lubelskiego, gdzie w 1965 uzyskał licencjat z teologii.
W latach 1963–1965 pracował jako katecheta w szkołach średnich w Koszalinie. W latach 1966–1971 wykładał zagadnienia teologii ekumenicznej i pryncypia teologii moralnej w Wyższym Seminarium Duchownym oo. Franciszkanów w Krakowie, a w latach 1966–1972 prowadził wykłady zlecone z prawosławnej teologii moralnej i zagadnień ekumenicznych na Sekcji Teologii Porównawczej Katolickiego Uniwersytetu Lubelskiego. W 1995 objął wykłady ze środków współczesnego komunikowania i współczesnych ruchów kościelnych w Archidiecezjalnym Studium Teologicznym dla Księży w Szczecinie.
W 1965 został członkiem zarządu Prowincji Matki Bożej Niepokalanej w Warszawie, gdzie w latach 1965–1971 zajmował stanowisko ekonoma, a w latach 1968–1974 asystenta prowincjonalnego. W latach 1971–1977 sprawował urząd gwardiana klasztoru w Niepokalanowie. Współorganizował uroczystości beatyfikacyjne Maksymiliana Marii Kolbego w 1971. W latach 1977–1978 był asystentem i wikariuszem prowincji warszawskiej. W latach 1978–1989 pełnił funkcję wikariusza i asystenta generalnego zakonu, rezydując w Rzymie. Zajmował się sprawami zakonu w Europie Wschodniej, był też definitorem generalnym zakonu. Od 12 listopada 1982 do 5 lipca 1983 pełnił obowiązki przełożonego generalnego. W 1989 został przełożonym prowincji warszawskiej. W latach 1975–1980 był w Episkopacie Polski członkiem Komisji ds. Duchowieństwa i Komisji Maryjnej. W latach 1984–1991 należał do Papieskiej Komisji ds. Rosji. W latach 1989–1990 pełnił funkcję przewodniczącego Konferencji Wyższych Przełożonych Zakonów Męskich w Polsce.
9 grudnia 1989 został mianowany biskupem pomocniczym diecezji szczecińsko-kamieńskiej ze stolicą tytularną Hadrumetum. Święcenia biskupie otrzymał 6 stycznia 1990 w bazylice św. Piotra w Rzymie. Udzielił mu ich papież Jan Paweł II w asyście arcybiskupa Giovanniego Battisty Re, substytuta ds. Ogólnych Sekretariatu Stanu, oraz arcybiskupa Myrosława Marusyna, sekretarza Kongregacji ds. Kościołów Wschodnich. Jako zawołanie biskupie przyjął słowa „Oboedientia et pax” (Posłuszeństwo i pokój), nawiązujące do franciszkańskiej dewizy „Pax et Bonum”. W diecezji sprawował urząd wikariusza generalnego, zajmował stanowiska moderatora sekcji ruchów religijnych i sekcji środków społecznego przekazu w wydziale duszpasterskim, był także moderatorem i członkiem rady kapłańskiej. W 2011 w związku z ukończeniem 75 lat złożył rezygnację z urzędu biskupa pomocniczego, jednak Benedykt XVI zdecydował o kontynuowaniu jego posługi przez kolejne dwa lata. Rezygnacja została przyjęta 11 maja 2013 przez papieża Franciszka.
W strukturach Konferencji Episkopatu Polski pełnił funkcję przewodniczącego Zespołu ds. Dialogu ze Wspólnotą Kościelną Polskokatolicką, a także był członkiem Komisji ds. Wydawnictw Katolickich, Komisji ds. Radia Maryja, Komisji ds. Życia Konsekrowanego. Wszedł również w skład Rady ds. Środków Społecznego Przekazu, będąc jednocześnie asystentem Telewizji Niepokalanów, a następnie przewodniczącym Rady Programowej Telewizji Puls. Był ponadto przewodniczącym Zespołu ds. Synodu Biskupów. W 1994 uczestniczył w IX Zgromadzeniu Synodu Biskupów. Przyczynił się do utworzenia Radia Niepokalanów, Telewizji Niepokalanów i Telewizji Familijnej.
W 1998 był współkonsekratorem podczas sakry biskupa diecezjalnego Formosy Jana Kazimierza Wilka.
Zmarł 13 sierpnia 2025. 20 sierpnia 2025 został pochowany na cmentarzu zakonnym oo. Franciszkanów Konwentualnych w Niepokalanowie.